# Ulf Merbold
Ulf Dietrich Merbold (* 20. Juni 1941 in Greiz) ist ein deutscher Physiker und ehemaliger Astronaut. Er war 1983 der erste Westdeutsche und zweite Deutsche im All, fünf Jahre nach dem DDR-Kosmonauten Sigmund Jähn. Merbold war als einziger Deutscher dreimal im All.

## Herkunft
Merbold war Einzelkind eines Lehrerehepaares und wuchs in Wellsdorf auf, einer kleinen Ortschaft in Ostthüringen bei Greiz. Während des Zweiten Weltkriegs wurde sein Vater eingezogen und geriet in amerikanische Kriegsgefangenschaft. Kurz nach seiner Rückkehr wurde er 1945 von der sowjetischen Besatzungsmacht verhaftet und in das Speziallager Nr. 2 Buchenwald gebracht. Dort starb er drei Jahre später.
Merbold lebte ab 1945 in Kurtschau, einem Dorf bei Greiz, mit seiner Mutter in unmittelbarer Nachbarschaft zu seinen Großeltern.

## Schulbildung und wissenschaftliche Karriere
Merbold wurde im September 1948 eingeschult, kam nach vier Jahren Grund- auf eine Zentralschule und wechselte 1956 auf die Theodor-Neubauer-Oberschule. Dort legte er vier Jahre später das Abitur ab. Weil er nicht Mitglied in der Jugendorganisation FDJ war, wurde es ihm in der DDR verwehrt, Physik zu studieren. Er entschloss sich deshalb, die DDR zu verlassen und ein Studium in West-Berlin zu beginnen.
Im November 1960 reiste Merbold nach Ost-Berlin und ging über die damals noch offene Grenze in den Westteil der Stadt. Ein Jahr musste er die dortige Falk-Schule besuchen und absolvierte das westdeutsche Abitur, weil sein DDR-Abitur nicht anerkannt wurde. Danach konnte er sein Physikstudium, unterstützt durch ein monatliches Stipendium von 135 D-Mark, beginnen. Da ihm die Trennung von seiner Mutter nicht leichtgefallen und er in Berlin allein war, entschied er sich nach drei Semestern, nach Baden-Württemberg zu gehen. In Stuttgart, wo seine Tante wohnte, schrieb er sich 1962 an der dortigen Universität ein und erhielt sechs Jahre später sein Diplom. Mit Gelegenheitsarbeiten als Hilfsbibliothekar und Skilehrer stockte er sein Taschengeld auf und konnte so an seiner Dissertation („Strahlenschädigung von stickstoffdotiertem Eisen nach Neutronen-Bestrahlung bei 140 Grad Celsius mit Hilfe von Restwiderstandsmessungen“) schreiben. 1976 wurde er an der Universität Stuttgart zum Dr. rer. nat. promoviert.
Merbold trat 1973 in das Stuttgarter Max-Planck-Institut für Metallforschung ein. Er war zunächst Stipendiat und wurde nach seiner Promotion als Mitarbeiter angestellt. Dort war er hauptsächlich auf dem Gebiet der Festkörper- und Tieftemperaturphysik tätig.

## Raumfahrertätigkeit
Im April 1977 hatte die damalige Deutsche Forschungs- und Versuchsanstalt für Luft- und Raumfahrt nach Experimentatoren für das Raumlabor Spacelab gesucht, woraufhin sich Merbold bewarb. Die Europäische Weltraumorganisation (ESA) suchte Bewerber, um ihr erstes Europäisches Astronautenkorps aufzubauen. Den Aspiranten wurde in Aussicht gestellt, in dem von der ESA gebauten Raumlabor an Bord des amerikanischen Space Shuttle forschen zu können. Insgesamt reichten rund 2.000 Wissenschaftler ihre Unterlagen ein – davon 700 aus der Bundesrepublik –, wobei jedes der zwölf ESA-Mitgliedsländer lediglich einen Bewerber vorschlagen sollte. Von diesen zwölf Personen wurden im Dezember 1977 vier Kandidaten ausgewählt, von denen ein halbes Jahr später nur noch drei übrig blieben: neben Merbold der Schweizer Claude Nicollier und Wubbo Ockels aus den Niederlanden.
Alle drei ESA-Astronauten bereiteten sich gemeinsam auf die Teilnahme am ersten Flug des Spacelab vor, bis im Herbst 1982 die Wahl endgültig auf Merbold fiel. Unter dem Kürzel STS-9 wurde der Shuttle-Flug ein Jahr später unter dem Kommando von John Young durchgeführt, womit Merbold der erste Nicht-US-Bürger auf einer Raumfähre war. 72 wissenschaftliche Experimente in acht Disziplinen standen auf dem Programm, von Biologie, über Plasmaphysik und Astronomie bis zu Materialwissenschaften.
Anschließend befasste sich Merbold als Reserve-Nutzlastexperte und Verbindungssprecher um die erste rein deutsche Spacelab-Mission D1, die im Herbst 1985 stattfand. Am ESA-Standort Noordwijk in den Niederlanden arbeitete er anschließend an der Planung des Raumlabors Columbus, dem europäischen Beitrag zur Internationalen Raumstation (ISS), bis er die Leitung des DLR-Astronautenbüros in Köln übernahm.
Ende 1988 wurde Merbold als einer der Kandidaten für eine weitere Spacelab-Mission aufgestellt: drei Jahre trainierte er für STS-42, das erste internationale Unternehmen für Schwerelosigkeitsforschung. Eine Woche forschte er im Januar 1992 als erster gesamtdeutscher Raumfahrer im All zusammen mit seiner kanadischen Kollegin Roberta Bondar an Bord der Raumfähre Discovery.
Nachdem Merbold die wissenschaftlichen Aspekte beim zweiten deutschen Spacelab-Flug D-2 koordinierte, trat er im August 1993 eine Ausbildung im Juri-Gagarin-Kosmonautentrainingszentrum in Moskau an. Gemeinsam mit dem Spanier Pedro Duque trainierte er für den europäisch-russischen Kooperationsflug „Euromir 94“. Duque wurde zum Ersatzmann für den Deutschen bestimmt, der Anfang Oktober 1994 mit den Kosmonauten Alexander Wiktorenko (Kommandant) und Jelena Kondakowa (Bordingenieurin) mit dem Raumschiff Sojus TM-20 zu seinem dritten Raumflug aufbrach. Einen Monat lang arbeitete Merbold als erster ESA-Astronaut auf der russischen Raumstation Mir und absolvierte den bis dahin längsten Aufenthalt eines Westeuropäers im All. Dabei führte er rund 30 Experimente durch. Die Rückkehr erfolgte mit dem Raumschiff Sojus TM-19. Die Landekapsel ist im Technik Museum Speyer ausgestellt.
Im Januar 1995 übernahm Merbold, der einen Berufspilotenschein und mehr als 3000 Flugstunden Erfahrung besitzt, die Leitung der Astronautenabteilung des Europäischen Astronautenzentrums in Köln. Nach drei Jahren schickte ihn die ESA ins niederländische Noordwijk ans Europäische Weltraumforschungs- und Technologiezentrum, wo er im Direktorat für bemannte Raumfahrt arbeitete. Er war dort für die Nutzungsvorbereitung der ISS verantwortlich. Merbolds Aufgabe war es, Industrie und Forschungseinrichtungen in den ESA-Staaten mit den Möglichkeiten der Raumstation vertraut zu machen. 1996 erhielt er als Ehrung des Verbandes Deutscher Vermessungsingenieure das Goldene Lot verliehen.

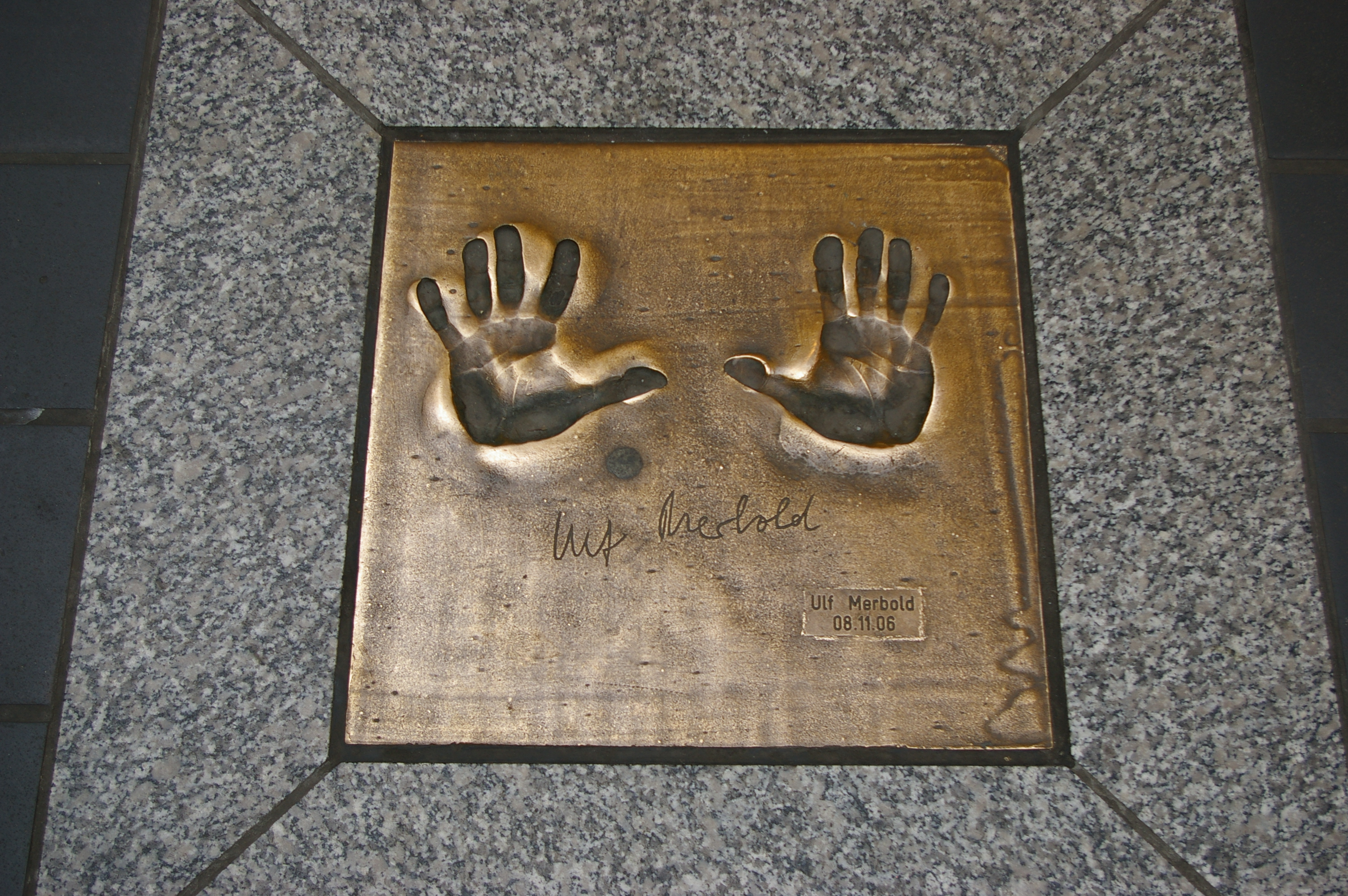
Bremen, Handabdruck in der Lloyd-Passage

Seit 2004 ist Merbold als Raumfahrer pensioniert. Allerdings hat er einen Beratervertrag mit der ESA und hält Vorträge zum Themenkomplex „Wissenschaft im Weltraum“.

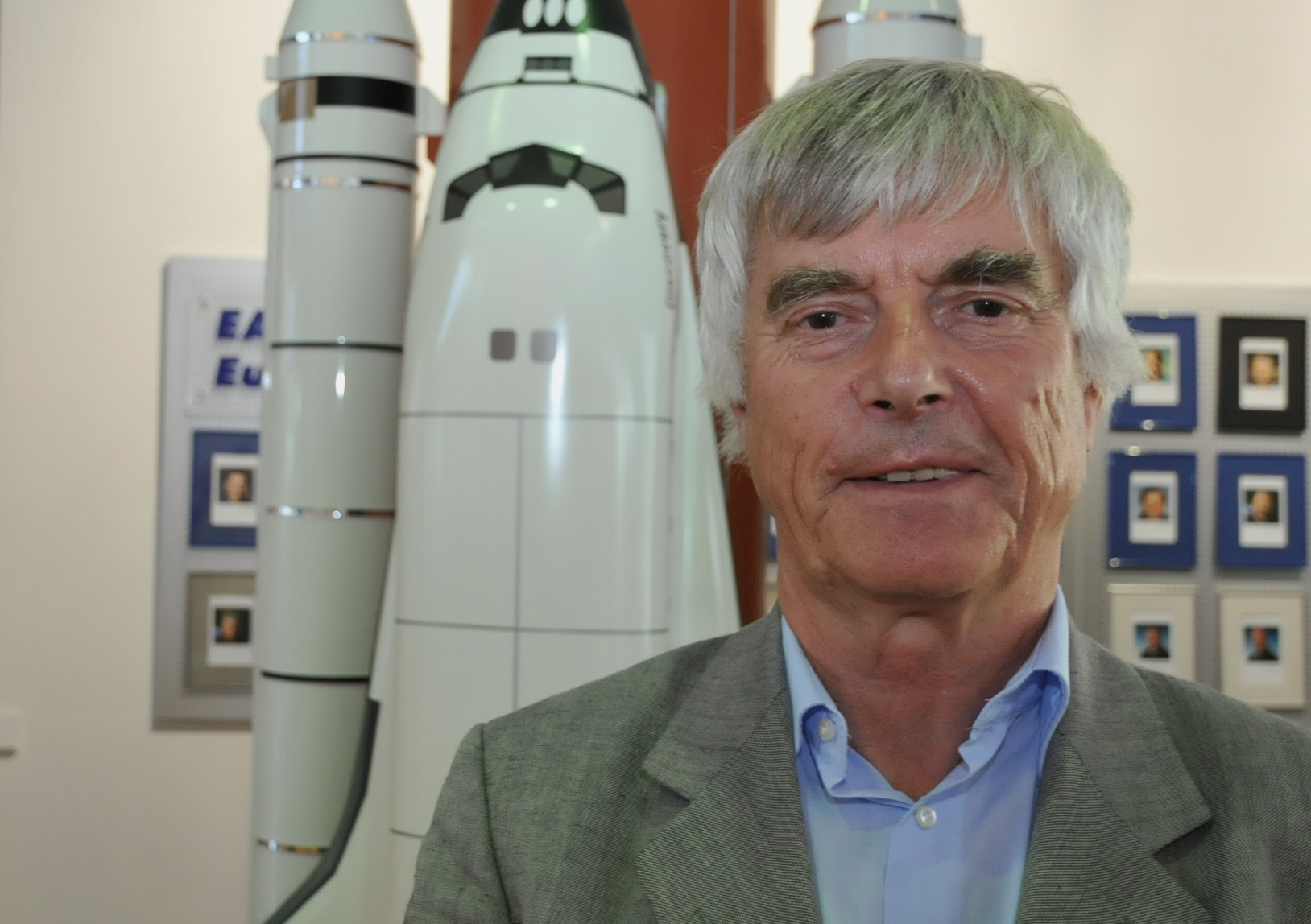
Ulf Merbold, 2011

2012 sagte er in einem Interview mit dem Chefredakteur der Fliegerrevue, dass eine der wichtigsten Aufgaben der Menschheit im 21. Jahrhundert ein bemannter Marsflug sein sollte.

## Persönliches
Merbold ist seit 1969 verheiratet. In der Kapelle von Schloss Solitude bei Stuttgart ehelichte er seine Studentenliebe Birgit Riester. Mit ihr hat der hochdekorierte Raumfahrer eine Tochter und einen Sohn. Merbold lebt mit seiner Frau in Stuttgart.
Merbold ist im Besitz einer Amateurfunklizenz. Sein Rufzeichen lautet DB1KM. Während seines Mir-Aufenthalts 1994 nutzte er die Rufzeichen R0MIR und DP3MIR.
In seiner Freizeit verbringt Merbold viel Zeit beim Segelfliegen. Er besitzt ein eigenes Segelflugzeug.
Im Jahr 2008 hinterließ er seinen Handabdruck auf der Mall of Fame in Bremen.
Seit dem 9. September 2010 trägt das Gymnasium in Greiz den Namen „Ulf-Merbold-Gymnasium“.
Seit 2013 ist Merbold Mitglied im Komitee der Stauferfreunde.

## Ehrungen
- 1983: Neil Armstrong Space Flight Achievement Award der American Astronautical Society[10]
- 1983: Verdienstorden des Landes Baden-Württemberg[11]
- 1984: Haley Space Flight Award des American Institute of Aeronautics and Astronautics[12]
- 1984: Bundesverdienstkreuz Erster Klasse[13]
- 1988: Verdienstorden des Landes Nordrhein-Westfalen[14]
- 1995: Russischer Orden der Freundschaft[15]
- 2008: Benennung des Asteroiden (10972) Merbold nach ihm
- 2010: Benennung des Ulf-Merbold-Gymnasiums Greiz

## Besonderheiten und Rekorde
- erster Westdeutscher im All (STS-9) (vgl. Sigmund Jähn)
- erster ausländischer Astronaut auf einer NASA-Mission (STS-9)
- erster Sechs-Personen-Raumflug (STS-9)
- erster Deutscher mit zwei Raumflügen (STS-42)
- erster Deutscher mit drei Raumflügen (Euromir 94)

## Schriften
- D1 – unser Weg ins All; Braunschweig; Westermann; 1985; ISBN 3-07-508886-2
- Flug ins All. Von Spacelab 1 bis zur D1-Mission; Bergisch Gladbach; Lübbe Verlagsgruppe; 1986; ISBN 3-7857-0399-6